# Pyrausta cajelalis
Pyrausta cajelalis là một loài bướm đêm trong họ Crambidae.